# Raucourt
Raucourt là một xã trong vùng Grand Est, thuộc tỉnh Meurthe-et-Moselle, quận Nancy, tổng Nomeny. Tọa độ địa lý của xã là 48° 55' vĩ độ bắc, 06° 13' kinh độ đông. Raucourt nằm trên độ cao trung bình là 249 mét trên mực nước biển, có điểm thấp nhất là 251 mét và điểm cao nhất là 199 mét. Xã có diện tích 5,06 km², dân số vào thời điểm 1999 là 168 người; mật độ dân số là 33 người/km².

## Thông tin nhân khẩu
| 1962 | 1968 | 1975 | 1982 | 1990 | 1999 |
| ---- | ---- | ---- | ---- | ---- | ---- |
| 137  | 148  | 167  | 164  | 168  | 168  |